# Pleurocolla tiliae
Pleurocolla tiliae är en svampart som beskrevs av Petr. 1924. Pleurocolla tiliae ingår i släktet Pleurocolla och familjen Nectriaceae.   Inga underarter finns listade i Catalogue of Life.